# Tauromima mountwilhelmi
Tauromima mountwilhelmi är en tvåvingeart som beskrevs av Papp 1979. Tauromima mountwilhelmi ingår i släktet Tauromima och familjen vattenflugor. Inga underarter finns listade i Catalogue of Life.